# Nowy Duninów
Nowy Duninów is een dorp in het Poolse woiwodschap Mazovië, in het district Płocki. De plaats maakt deel uit van de gemeente Nowy Duninów.